# Средни десантни кораби проекти 770, 771 и 773
Средни десантни кораби проект 770 (според класификацията на НАТО: Polnocny) са голяма серия съветски специализирани десантни кораби построени в периода 1960-те – 1970-те г. в Полша от корабостроителницата „Stocznia Polnocna“ в Гданск. До 1963 г. се класифицират като танкодесантни кораби.

## История на разработване и строителство
Модификации на проекта 770 са проектите 771 и 773. Всичко от 1964 до 1986 г. са построени 107 кораба от този тип и неговите модификации. Средните десантни кораби от тези проекти влизат в състава не само на съветските ВМС, но и Полша, Виетнам, Египет, Алжир, Либия, Йемен, Етиопия, Куба, Сирия, България и Индия. Последният кораб от този тип е построен през 2002 г. по модифицирания проект (тип NS-722) за Йемен.
Корабите от този проект получават доста висока оценка в страните, в които се експлоатират. Към достойнствата на тези десантни кораби се отнасят конструктивната простота, ниската стойност и икономичност на експлоатация, рационалните принципи за разполагането на десанта, неголемия състав на екипажа, наличието в състава на въоръжението на реактивни системи за залпов огън.

## Въоръжение
Използваната при тези кораби система за залпов огън, състояща се от две пускови установки WM-18 (аналог на съветската БМ-14) полско производство с неуправляеми реактивни снаряди тип М-14-ОФ, обладава следните характеристики:
- Калибър: 140 мм
- Брой направляващи: 18
- Далечина на стрелбата:
  - минимална: 1000 м
  - максимална: 9800 м
- Тип БЧ НУРС: осколочно-фугасна
- Маса:
  - БЧ: 18,8 кг
  - ВВ: 4,2 кг
- Скорост на полета на ракетата: 400 м/с

Защитата от надводен и въздушен противник се осигурява чрез 30-мм автоматична артилерийска установка АК-230, в допълнение към която на кораба има ПЗРК „Стрела“.

## Десантни възможности
Десантните кораби са способни да превозят 5 единици бронетехника с маса до 35 тона (танкове Т-54А, Т-34-85, ПТ-76, ЗСУ-57-2, БТР-60П) или 4 тежки танка ИС-2, или 3 буксируеми артилерийски системи калибър 122 – 152 мм и 3 влекача АТС-1, или 9 камиона ЗИС-151, или 19 автомобила ГАЗ-69.

## Модификации
- 770 (според класификацията на НАТО – Polnocny-A)
  - 770Д -
  - 770М -
  - 770МА -
  - 770Т -
- 771 (според класификацията на НАТО – Polnocny-B) -
  - 771А -
- 773 (според класификацията на НАТО – Polnocny-C) -

## Представители проекта
| Название | Проект | Бордов № | Производител        | Заводски № | Дата на залагане | Спускане на вода  | Въвеждане в строй | Флот | Състояние | Забележка                          |
| -------- | ------ | -------- | ------------------- | ---------- | ---------------- | ----------------- | ----------------- | ---- | --- | ---------------------------------- |
| СДК-22   | 770Д   |          | „Stocznia Północna“ | № 770D/1   | 15 юли 1961      | 22 септември 1962 | 31 декември 1962  | СФ   | Списан на 19 април 1990 | До 1963 – ТДК-22                   |
| СДК-20   | 770Д   |          | „Stocznia Północna“ | № 770D/2   | 15 юли 1961      | 16 март 1963      | 30 септември 1963 | БФ   | 30 октомври 1984 преоборудован в експериментален съд (ОС-90) от проекта 10030 „Форос“ в „Севморзавод“ за изпитанията на комплекса лазерното оръжие „Аквилон“. Въоръжението е демонтирано. | До 1963 – ТДК-20. От 1984 – ОС-90  |
| СДК-21   | 770Д   |          | „Stocznia Północna“ | № 770D/3   | 15 юли 1961      | 27 април 1963     | 23 октомври 1963  | БФ   | Списан на 19 март 1992 | До 1963 – ТДК-21. От 1992 – МДК-21 |
| СДК-2    | 770Д   |          | „Stocznia Północna“ | № 770D/4   | 2 януари 1962    | 12 юни 1963       | 30 ноември 1963   | БФ   | Списан на 30 юни 1993 | До 1963 – ТДК-2. От 1992 – МДК-2   |
| СДК-4    | 770Д   |          | „Stocznia Północna“ | № 770D/8   | 20 март 1962     | 31 декември 1963  | 18 април 1964     | ЧФ   | Списан на 5 юли 1994 | До 1963 – ТДК-4. От 1992 – МДК-4   |
| СДК-10   | 770Д   |          | „Stocznia Północna“ | № 770D/9   | 16 април 1963    | 14 март 1964      | 15 юни 1964       | БФ   | Списан през 1994 г. | От 1992 – МДК-10                   |

## Построени кораби
Всичко са построени 107 кораба от няколко серии. По модификации: 15 (770D), 4 (770M), 23 (770MA), 4 (770T), 19 (771), 17 (771A), 24 (773), 1 (776).

### В състава на флотовете на
- СССР: 68
- Полша: 23
- Индия: 8
- Ирак: 4
- Либия: 4

### Предадени
От  СССР:
- Азербайджан: 4
- Виетнам: 3
- Ангола: 3
- Йемен: 3
- Сирия: 3
- Египет: 3
- Индия: 2
- Куба: 2
- Етиопия: 2 (СДК-110 / LTC 1038; СДК-109 / LTC 1037)
- България: 3
- Алжир: един
- Индонезия: един
- Сомалия: един
- Украйна: един (СДК-137 / „Кировоград“ / „Юрий Олефиренко“)

От ВМС на Ирак:
- Иран: един